# اکرگیل (برج)
برج اکرگیل (انگلیسی: Ackergill Tower) دژ-قلعه‌ای در شمال اسکاتلند است که در اوایل سده ۱۶ میلادی بنا شده است.